# 島根県道236号温泉津港線
島根県道236号温泉津港線（しまねけんどう236ごう ゆのつこうせん）は、島根県大田市を通る一般県道である。

## 概要
大田市温泉津町温泉津から大田市温泉津町小浜に至る。

### 路線データ
- 起点：大田市温泉津町温泉津（温泉津港）
- 終点：大田市温泉津町小浜（島根県道202号温泉津停車場線交点）

## 歴史
- 1958年（昭和33年）6月13日 - 島根県告示第525号により認定される。
- 1966年（昭和41年）3月29日 - 島根県告示第426号により終点が変更される[注釈 1]。
- 1972年（昭和47年）頃 - 現行の県道番号に変更される。
- 2005年（平成17年）10月1日 - 大田市と邇摩郡の全2町（仁摩町・温泉津町）が対等合併して改めて大田市が設置されたことにより全区間が大田市域を通る路線になり、併せて起終点の地名が変更される。

## 地理

### 通過する自治体
- 島根県
  - 大田市

### 交差する道路
| 交差する道路                | 交差する場所 | 交差する場所 |
| --------------------------- | ------------ | ------------ |
| 島根県道202号温泉津停車場線 | 温泉津町小浜 | 終点         |

### 沿線
- 温泉津港
- 温泉津温泉
- 小浜温泉
- JR西日本山陰本線 温泉津駅（終点付近）